# Museo d'arte sacra della collegiata di Santa Maria

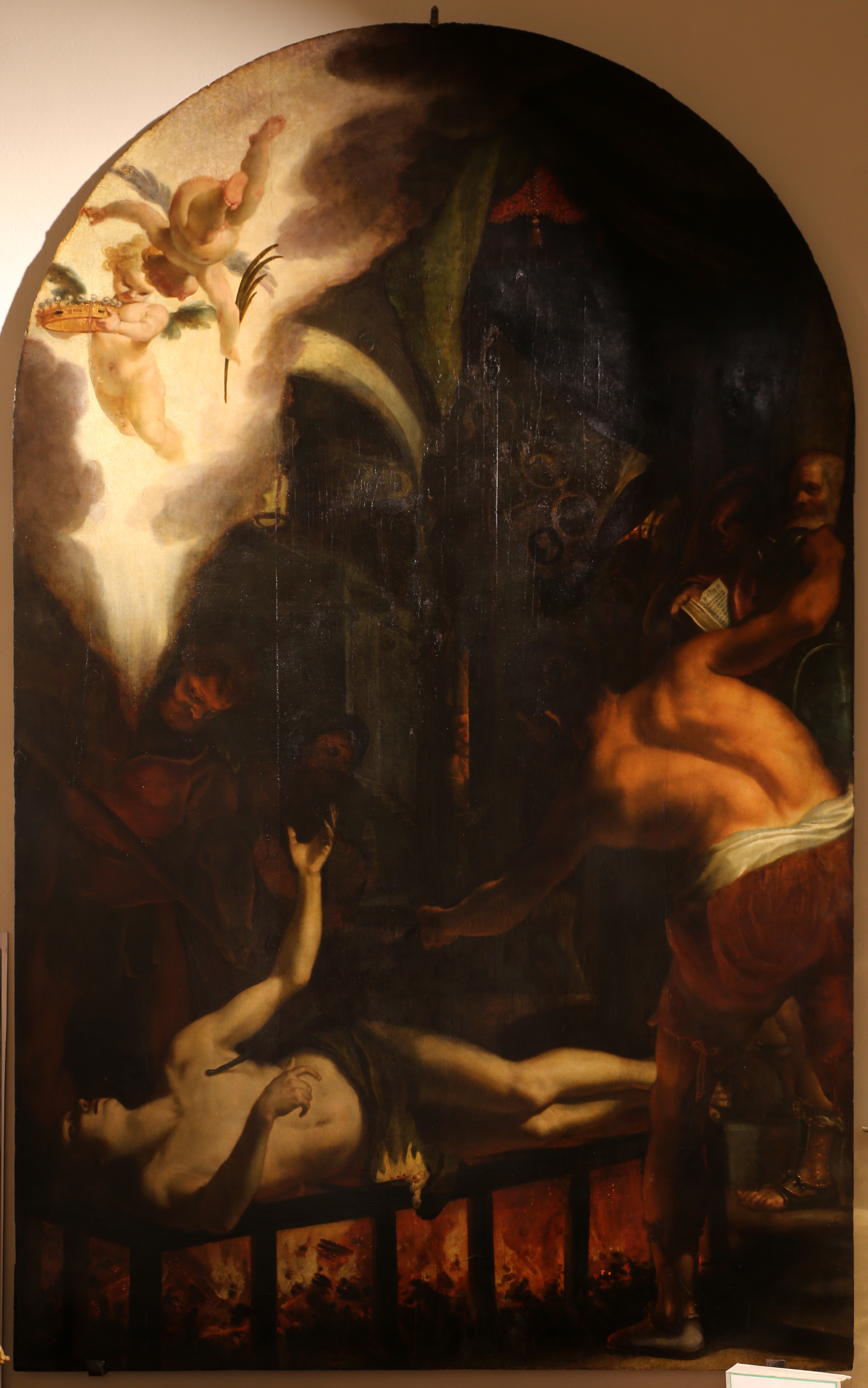
Ludovico Cigoli, Martirio di San Lorenzo, 1590.

Il Museo d'arte sacra della Collegiata di Santa Maria si trova a Figline Valdarno, nei locali adiacenti alla Collegiata di Santa Maria. 

## Storia e descrizione
Il museo, il primo di questo genere nel Valdarno superiore, ed uno dei primi in Toscana, è stato aperto nel 1983 ed allestito in tre sale alle quali si accede dalla sagrestia, allo scopo di conservare e tutelare opere d'arte, dipinti, sculture, oreficerie e parati provenienti da Figline e dal territorio del suo comune. L'allestimento è stato rivisto e aggiornato in occasione della mostra "Rinascimento in Vadarno" nel 2007 ed impreziosito negli anni anche di alcuni doni dell'antiquario Giovanni Pratesi.
La prima sala, detta delle insegne per la rara collezione di insegne processionali ottocentesche, custodisce un San Giuseppe, terracotta policroma di scuola robbiana attribuita a Luca “il giovane” (Firenze 1475-Parigi 1548) o a Girolamo (Firenze 1488-Parigi 1566), del 1505-1510 circa e proveniente dalla Collegiata.
La seconda sala è detta "del Cigoli", dall'autore dell'opera più importante presente in museo. Vi si trova infatti il Martirio di San Lorenzo del Cigoli firmata e datata 1590, ultima opera dell'artista per Figline, dopo la Deposizione dalla Croce già in San Francesco ed oggi agli Uffizi, del 1579, e l'Annunciazione già nella chiesa dello Spedale Serristori ed oggi nella cappella della Villa di San Cerbone (oggi ospedale), del 1580. Il dipinto fu eseguito per la scomparsa chiesa della Confraternita di San Lorenzo dell'Ospedale omonimo di Figline, 'acquistato' nel 1783 dai Medici, poi passato nelle Gallerie Medicee ed oggi in deposito dalla Soprintendenza fiorentina. Il dipinto colpisce per l'audacità spaziale e la complessità della composizione, dai forti accenti teatrali e dall'accesa comunicativa patetica ma soprattutto per il nuovo luminismo, il colore di ispirazione veneziana coniugato a tenerezze di ispirazione correggesca che ne fecero, a quelle date, un dipinto fortemente innovativo e un capo d'opera della nuova 'riforma' postmanieristica fiorentina.
In sala si può anche ammirare un importante Graduale, forse degli anni settanta del Quattrocento e riferibile ad Attavante o ad un miniatore a lui vicino, e la Trinità con la Vergine, databile al 1674, e firmata da Agostino Melissi, già nella chiesa di San Pietro al Terreno.
La terza sala, denominata "di Andrea di Giusto e degli arredi", conserva, oltre a diverse preziose suppellettili religiose, le due tavolette triangolari rappresentanti Angeli in volo attribuite a Bartolomeo di Giovanni che erano state aggiunte alla Maestà del Maestro di Figline (o Giovanni di Bonino) per riquadrarla, e l'Adorazione dei Magi e Santi di Andrea di Giusto proveniente dalla chiesa di Sant'Andrea a Ripalta e datata 1436 nell'iscrizione sotto il pannello centrale che ne rivela anche il committente in Bernardo  Serristori. L'opera palesa reinescenze di Lorenzo Monaco e dell'Angelico, ma anche di Masaccio e Masolino nella predella.
Fa parte del Museo anche la Sagrestia, fornita di un importante arredo secentesco e di un affresco sulla volta di Tommaso Gherardini con il Sacrificio di Isacco, nella quale sono due tavole attribuite a Vincenzo Dandini raffiguranti la Vergine e San Giovanni Evangelista destinate ad affiancare un perduto Crocifisso, sostituito nei primi decenni del Novecento con quello ligneo attuale, e un San Stanislao Kostka opera del figlinese Egisto Sarri del 1859 circa.